# Premiul Saturn pentru cea mai bună muzică
Premiul Saturn pentru cea mai bună muzică (în engleză Saturn Award for Best Music) este un premiu acordat anual de Academy of Science Fiction, Fantasy and Horror Films pentru cea mai bună muzică din film.  
John Williams deține recordul celor mai multe victorii cu nouă, inclusiv o victorie dublă din cauza unei egalități din 1977.

## Câștigători și nominalizați

### Anii 1970
| An            | Compozitor                           | Film                                     |
| ------------- | ------------------------------------ | ---------------------------------------- |
| 1973 (2nd)    | Bernard Herrmann (pentru cariera sa) | Bernard Herrmann (pentru cariera sa)     |
| 1974/75 (3rd) | Miklós Rózsa (pentru cariera sa)     | Miklós Rózsa (pentru cariera sa)         |
| 1976 (4th)    | David Raksin (pentru cariera sa)     | David Raksin (pentru cariera sa)         |
| 1977 (5th)    | John Williams                        | Întâlnire de gradul trei                 |
| 1977 (5th)    | John Williams                        | Războiul stelelor                        |
| 1978 (6th)    | John Williams                        | Superman                                 |
| 1978 (6th)    | Paul Giovanni                        | Omul de răchită                          |
| 1978 (6th)    | Jerry Goldsmith                      | Himera (The Boys from Brazil)            |
| 1978 (6th)    | Jerry Goldsmith                      | Magia                                    |
| 1978 (6th)    | Dave Grusin                          | Cerul poate să aștepte (Heaven Can Wait) |
| 1979 (7th)    | Miklós Rózsa                         | Mașina timpului                          |
| 1979 (7th)    | John Barry                           | Gaura neagră                             |
| 1979 (7th)    | Jerry Goldsmith                      | Star Trek: Filmul                        |
| 1979 (7th)    | Ken Thorne                           | Aventură în Arabia                       |
| 1979 (7th)    | Paul Williams                        | Muppets la Hollywood                     |

### Anii 1980
| An             | Compozitor                         | Film                                          |
| -------------- | ---------------------------------- | --------------------------------------------- |
| 1980 (8th)     | John Barry                         | Undeva, cândva                                |
| 1980 (8th)     | Béla Bartók (nominalizare postumă) | Strălucirea                                   |
| 1980 (8th)     | Pino Donaggio                      | Pregătit pentru a ucide                       |
| 1980 (8th)     | Maurice Jarre                      | Moarte clinică                                |
| 1980 (8th)     | John Williams                      | Imperiul contraatacă                          |
| 1981 (9th)     | John Williams                      | Indiana Jones și căutătorii arcei pierdute    |
| 1981 (9th)     | Jerry Goldsmith                    | Satelitul corupției                           |
| 1981 (9th)     | Laurence Rosenthal                 | Ciocnirea titanilor                           |
| 1981 (9th)     | Ken Thorne                         | Superman II                                   |
| 1981 (9th)     | Colin Towns                        | Full Circle                                   |
| 1982 (10th)    | John Williams                      | E.T. Extraterestrul                           |
| 1982 (10th)    | Jerry Goldsmith                    | Poltergeist                                   |
| 1982 (10th)    | Basil Poledouris                   | Conan Barbarul                                |
| 1982 (10th)    | Ken Thorne                         | Casa blestemată (The House Where Evil Dwells) |
| 1982 (10th)    | David Whitaker                     | The Sword and the Sorcerer                    |
| 1983 (11th)    | James Horner                       | O idee genială                                |
| 1983 (11th)    | Charles Bernstein                  | Entitatea                                     |
| 1983 (11th)    | James Horner                       | Krull                                         |
| 1983 (11th)    | James Horner                       | Something Wicked This Way Comes               |
| 1983 (11th)    | John Williams                      | Întoarcerea lui Jedi                          |
| 1984 (12th)    | Jerry Goldsmith                    | Gremlinii                                     |
| 1984 (12th)    | Ralph Burns                        | Muppets cuceresc Manhattan-ul                 |
| 1984 (12th)    | Michel Colombier                   | Ploaie purpurie                               |
| 1984 (12th)    | Brad Fiedel                        | Terminatorul                                  |
| 1984 (12th)    | Giorgio Moroder și Klaus Doldinger | Poveste fără sfârșit                          |
| 1985 (13th)    | Bruce Broughton                    | Tânărul Sherlock Holmes și Piramida Fricii    |
| 1985 (13th)    | James Horner                       | Cocoon                                        |
| 1985 (13th)    | Maurice Jarre                      | Mireasa                                       |
| 1985 (13th)    | Andrew Powell                      | Domnița șoim                                  |
| 1985 (13th)    | Alan Silvestri                     | Înapoi în viitor                              |
| 1986 (14th)    | Alan Menken                        | Prăvălia groazei                              |
| 1986 (14th)    | John Carpenter                     | Scandal în cartierul chinezesc                |
| 1986 (14th)    | Jerry Goldsmith                    | Link                                          |
| 1986 (14th)    | James Horner                       | O aventură americană                          |
| 1986 (14th)    | Howard Shore                       | Musca                                         |
| 1987 (15th)    | Alan Silvestri                     | Predator                                      |
| 1987 (15th)    | Bruce Broughton                    | Monster Squad                                 |
| 1987 (15th)    | John Carpenter                     | Prince of Darkness                            |
| 1987 (15th)    | J. Peter Robinson                  | Întoarcerea morților vii II                   |
| 1987 (15th)    | John Williams                      | Vrăjitoarele din Eastwick                     |
| 1987 (15th)    | Christopher Young                  | Hellraiser                                    |
| 1988 (16th)    | Christopher Young                  | Hellraiser II                                 |
| 1988 (16th)    | John Carpenter și Alan Howarth     | Ei trăiesc                                    |
| 1988 (16th)    | Danny Elfman                       | Viață de stafie                               |
| 1988 (16th)    | Michael Hoenig                     | Picătura                                      |
| 1988 (16th)    | John Massari                       | Clovnii ucigași                               |
| 1988 (16th)    | Howard Shore                       | Inseparabilii                                 |
| 1988 (16th)    | Alan Silvestri                     | Cine vrea pielea lui Roger Rabbit?            |
| 1989/90 (17th) | Alan Silvestri                     | Înapoi în viitor III                          |
| 1989/90 (17th) | Simon Boswell                      | Santa sangre                                  |
| 1989/90 (17th) | Jerry Goldsmith                    | Gremlins 2                                    |
| 1989/90 (17th) | Jerry Goldsmith                    | Total Recall                                  |
| 1989/90 (17th) | James Horner                       | Dragă, am micșorat copiii                     |
| 1989/90 (17th) | Jack Hues                          | Cel care păzește                              |
| 1989/90 (17th) | Maurice Jarre                      | Fantoma mea iubită                            |
| 1989/90 (17th) | Stanley Myers                      | Vrăjitoarele                                  |
| 1989/90 (17th) | Alan Silvestri                     | Abisul                                        |
| 1989/90 (17th) | Christopher Young                  | Musca II                                      |

### Anii 1990
| An          | Compozitor                                                | Film                                               |
| ----------- | --------------------------------------------------------- | -------------------------------------------------- |
| 1991 (18th) | Loek Dikker                                               | Body Parts                                         |
| 1991 (18th) | Steve Bartek                                              | Pedepse capitale                                   |
| 1991 (18th) | Danny Elfman                                              | Edward Mâini-de-foarfecă                           |
| 1991 (18th) | Jerry Goldsmith                                           | În pat cu dușmanul                                 |
| 1991 (18th) | Jerry Goldsmith                                           | Vrăjitorul                                         |
| 1991 (18th) | Howard Shore                                              | Tăcerea mieilor                                    |
| 1992 (19th) | Angelo Badalamenti                                        | Twin Peaks - Ultimele șapte zile ale Laurei Palmer |
| 1992 (19th) | Jerry Goldsmith                                           | Instinct primar                                    |
| 1992 (19th) | Wojciech Kilar                                            | Dracula                                            |
| 1992 (19th) | Alan Menken                                               | Aladdin                                            |
| 1992 (19th) | Alan Menken                                               | Frumoasa și bestia                                 |
| 1992 (19th) | Alan Silvestri                                            | Tinerețe veșnică                                   |
| 1992 (19th) | Hans Zimmer și Trevor Horn                                | Jucării                                            |
| 1993 (20th) | Danny Elfman                                              | Coșmar înainte de Crăciun                          |
| 1993 (20th) | Mark Isham                                                | Un foc pe cer                                      |
| 1993 (20th) | Graeme Revell                                             | Vânătoare de oameni                                |
| 1993 (20th) | Marc Shaiman                                              | Valorile familiei Addams                           |
| 1993 (20th) | Marc Shaiman                                              | Suflete rătăcitoare                                |
| 1993 (20th) | John Williams                                             | Jurassic Park                                      |
| 1993 (20th) | Christopher Young                                         | The Vagrant                                        |
| 1994 (21st) | Howard Shore                                              | Ed Wood                                            |
| 1994 (21st) | Patrick Doyle                                             | Frankenstein                                       |
| 1994 (21st) | Elliot Goldenthal                                         | Interviu cu un vampir                              |
| 1994 (21st) | Jerry Goldsmith                                           | Umbra                                              |
| 1994 (21st) | J. Peter Robinson                                         | Scenariul ucigaș                                   |
| 1994 (21st) | Alan Silvestri                                            | Forrest Gump                                       |
| 1995 (22nd) | John Ottman                                               | Suspecți de serviciu                               |
| 1995 (22nd) | Danny Elfman                                              | Dolores Claiborne                                  |
| 1995 (22nd) | James Horner                                              | Inimă neînfricată                                  |
| 1995 (22nd) | Howard Shore                                              | Se7en                                              |
| 1995 (22nd) | Christopher Young                                         | Crime la indigo                                    |
| 1995 (22nd) | Hans Zimmer                                               | Valul ucigaș                                       |
| 1996 (23rd) | Danny Elfman                                              | Atacul martienilor!                                |
| 1996 (23rd) | David Arnold                                              | Ziua Independenței                                 |
| 1996 (23rd) | Randy Edelman                                             | Inimă de dragon                                    |
| 1996 (23rd) | Danny Elfman                                              | Un om și trei fantome                              |
| 1996 (23rd) | Nick Glennie-Smith, Hans Zimmer și Harry Gregson-Williams | Fortăreața                                         |
| 1996 (23rd) | Jerry Goldsmith                                           | Star Trek: Primul contact                          |
| 1997 (24th) | Danny Elfman                                              | Bărbații în negru                                  |
| 1997 (24th) | David Arnold                                              | 007 și imperiul zilei de mâine                     |
| 1997 (24th) | Michael Nyman                                             | Gattaca                                            |
| 1997 (24th) | John Powell                                               | Față în față                                       |
| 1997 (24th) | Alan Silvestri                                            | Contact                                            |
| 1997 (24th) | Joseph Vitarelli                                          | Poruncile                                          |
| 1998 (25th) | John Carpenter                                            | Vampirii                                           |
| 1998 (25th) | George S. Clinton                                         | Jocuri periculoase                                 |
| 1998 (25th) | George Fenton                                             | O iubire ca-n povești                              |
| 1998 (25th) | Thomas Newman                                             | Întâlnire cu Joe Black                             |
| 1998 (25th) | Trevor Rabin                                              | Armageddon - Sfârșitul lumii?                      |
| 1998 (25th) | Hans Zimmer                                               | Prințul Egiptului                                  |
| 1999 (26th) | Danny Elfman                                              | Legenda călărețului fără cap                       |
| 1999 (26th) | Jerry Goldsmith                                           | Mumia                                              |
| 1999 (26th) | David Newman                                              | Bătălia galactică                                  |
| 1999 (26th) | Randy Newman                                              | Povestea jucăriilor 2                              |
| 1999 (26th) | Thomas Newman                                             | Culoarul Morții                                    |
| 1999 (26th) | Michael Nyman și Damon Albarn                             | Plăcerea de a ucide                                |

### Anii 2000
| An          | Compozitor                                 | Film                                        |
| ----------- | ------------------------------------------ | ------------------------------------------- |
| 2000 (27th) | James Horner                               | Cum a furat Grinch Crăciunul                |
| 2000 (27th) | Tan Dun și Yo-Yo Ma                        | Tigrul înfrânt, dragonul ascuns             |
| 2000 (27th) | Jerry Goldsmith                            | Omul invizibil                              |
| 2000 (27th) | James Newton Howard                        | Dinozaurul                                  |
| 2000 (27th) | Hans Zimmer și Lisa Gerrard                | Gladiatorul                                 |
| 2000 (27th) | Hans Zimmer și John Powell                 | Drumul spre El Dorado                       |
| 2001 (28th) | John Williams                              | Inteligență artificială                     |
| 2001 (28th) | Angelo Badalamenti                         | Calea misterelor                            |
| 2001 (28th) | Joseph LoDuca                              | Frăția lupilor                              |
| 2001 (28th) | John Powell și Harry Gregson-Williams      | Shrek                                       |
| 2001 (28th) | Howard Shore                               | Stăpânul Inelelor: Frăția Inelului          |
| 2001 (28th) | Nancy Wilson                               | Vanilla Sky - Deschide ochii                |
| 2002 (29th) | Danny Elfman                               | Omul-păianjen                               |
| 2002 (29th) | Reinhold Heil și Johnny Klimek             | Obsesia                                     |
| 2002 (29th) | Joe Hisaishi                               | Călătoria lui Chihiro                       |
| 2002 (29th) | Howard Shore                               | Stăpânul Inelelor: Cele două turnuri        |
| 2002 (29th) | John Williams                              | Raport Special                              |
| 2002 (29th) | John Williams                              | Războiul stelelor II: Atacul clonelor       |
| 2003 (30th) | Howard Shore                               | Stăpânul Inelelor: Întoarcerea Regelui      |
| 2003 (30th) | Klaus Badelt                               | Pirații din Caraibe: Blestemul Perlei Negre |
| 2003 (30th) | Danny Elfman                               | Hulk                                        |
| 2003 (30th) | Jerry Goldsmith                            | Looney Tunes: Noi aventuri                  |
| 2003 (30th) | Thomas Newman                              | În căutarea lui Nemo                        |
| 2003 (30th) | John Ottman                                | X2                                          |
| 2004 (31st) | Alan Silvestri                             | Van Helsing                                 |
| 2004 (31st) | Danny Elfman                               | Omul-păianjen 2                             |
| 2004 (31st) | Michael Giacchino                          | Incredibilii                                |
| 2004 (31st) | Edward Shearmur                            | Căpitanul Sky și lumea viitorului           |
| 2004 (31st) | Alan Silvestri                             | Expresul polar                              |
| 2004 (31st) | John Williams                              | Harry Potter și Prizonierul din Azkaban     |
| 2005 (32nd) | John Williams                              | Războiul stelelor: Răzbunarea Sith          |
| 2005 (32nd) | Patrick Doyle                              | Harry Potter și Pocalul de Foc              |
| 2005 (32nd) | Danny Elfman                               | Charlie și fabrica de ciocolată             |
| 2005 (32nd) | James Newton Howard și Hans Zimmer         | Batman - Începuturi                         |
| 2005 (32nd) | John Ottman                                | Săruturi și focuri de armă                  |
| 2005 (32nd) | John Williams                              | Războiul lumilor                            |
| 2006 (33rd) | John Ottman                                | Superman revine                             |
| 2006 (33rd) | David Arnold                               | Casino Royale                               |
| 2006 (33rd) | Douglas Pipes                              | Casa e un monstru!                          |
| 2006 (33rd) | John Powell                                | X-Men: Ultima înfruntare                    |
| 2006 (33rd) | Trevor Rabin                               | Eroii cerului                               |
| 2006 (33rd) | Tom Tykwer, Johnny Klimek și Reinhold Heil | Parfumul: povestea unei crime               |
| 2007 (34th) | Alan Menken                                | Magie în New York                           |
| 2007 (34th) | Tyler Bates                                | 300                                         |
| 2007 (34th) | Jonny Greenwood                            | Va curge sânge                              |
| 2007 (34th) | Nicholas Hooper                            | Harry Potter și Ordinul Phoenix             |
| 2007 (34th) | Mark Mancina                               | August Rush                                 |
| 2007 (34th) | John Powell                                | Ultimatumul lui Bourne                      |
| 2008 (35th) | James Newton Howard și Hans Zimmer         | Cavalerul negru                             |
| 2008 (35th) | Alexandre Desplat                          | Strania poveste a lui Benjamin Button       |
| 2008 (35th) | Ramin Djawadi                              | Iron Man                                    |
| 2008 (35th) | Clint Eastwood                             | Schimbul                                    |
| 2008 (35th) | John Ottman                                | Operațiunea Valkyrie                        |
| 2008 (35th) | John Powell                                | Jumper: Oriunde, oricând                    |
| 2009 (36th) | James Horner                               | Avatar                                      |
| 2009 (36th) | Brian Eno                                  | Din Raiul meu                               |
| 2009 (36th) | Michael Giacchino                          | Deasupra tuturor                            |
| 2009 (36th) | Taro Iwashiro                              | Bătălia de la Stânca Roșie                  |
| 2009 (36th) | Christopher Young                          | Târâtă în iad                               |
| 2009 (36th) | Hans Zimmer                                | Sherlock Holmes                             |

### Anii 2010
| An             | Compozitor                                | Film                                       |
| -------------- | ----------------------------------------- | ------------------------------------------ |
| 2010 (37th)    | Hans Zimmer                               | Începutul                                  |
| 2010 (37th)    | Clint Eastwood                            | Hereafter: Dincolo de viață                |
| 2010 (37th)    | Michael Giacchino                         | Nopți însângerate                          |
| 2010 (37th)    | Gottfried Huppertz (nominalizare postumă) | Completul Metropolis                       |
| 2010 (37th)    | John Powell                               | Cum să îți dresezi dragonul                |
| 2010 (37th)    | Daft Punk                                 | Tron: Moștenirea                           |
| 2011 (38th)    | Michael Giacchino                         | Super 8                                    |
| 2011 (38th)    | Michael Giacchino                         | Misiune: Imposibilă - Protocolul fantomă   |
| 2011 (38th)    | Howard Shore                              | Hugo                                       |
| 2011 (38th)    | Alan Silvestri                            | Căpitanul America: Primul răzbunător       |
| 2011 (38th)    | John Williams                             | Aventurile lui Tintin: Secretul Licornului |
| 2011 (38th)    | John Williams                             | Calul de luptă                             |
| 2012 (39th)    | Danny Elfman                              | Frankenweenie                              |
| 2012 (39th)    | Mychael Danna                             | Viața lui Pi                               |
| 2012 (39th)    | Dario Marianelli                          | Anna Karenina                              |
| 2012 (39th)    | Thomas Newman                             | Skyfall                                    |
| 2012 (39th)    | Howard Shore                              | Hobbitul: O călătorie neașteptată          |
| 2012 (39th)    | Hans Zimmer                               | Cavalerul negru: Legenda renaște           |
| 2013 (40th)    | Frank Ilfman                              | Lupoii cei răi                             |
| 2013 (40th)    | Danny Elfman                              | Grozavul și puternicul Oz                  |
| 2013 (40th)    | Howard Shore                              | Hobbitul: Dezolarea lui Smaug              |
| 2013 (40th)    | Brian Tyler                               | Iron Man 3                                 |
| 2013 (40th)    | Brian Tyler                               | Jaful perfect                              |
| 2013 (40th)    | John Williams                             | Hoțul de cărți                             |
| 2014 (41st)    | Hans Zimmer                               | Interstellar: Călătorind prin univers      |
| 2014 (41st)    | Alexandre Desplat                         | Godzilla                                   |
| 2014 (41st)    | Michael Giacchino                         | Planeta Maimuțelor: Revoluție              |
| 2014 (41st)    | Henry Jackman                             | Căpitanul America: Războinicul iernii      |
| 2014 (41st)    | John Powell                               | Cum să îți dresezi dragonul 2              |
| 2014 (41st)    | Howard Shore                              | Hobbitul: Bătălia celor cinci oștiri       |
| 2015 (42nd)    | John Williams                             | Războiul stelelor: Trezirea Forței         |
| 2015 (42nd)    | Tom Holkenborg                            | Mad Max: Drumul furiei                     |
| 2015 (42nd)    | Jóhann Jóhannsson                         | Sicario: Asasinul                          |
| 2015 (42nd)    | M. M. Keeravani                           | Baahubali                                  |
| 2015 (42nd)    | Ennio Morricone                           | Cei 8 odioși                               |
| 2015 (42nd)    | Fernando Velázquez                        | Crimson Peak                               |
| 2016 (43rd)    | Justin Hurwitz                            | La La Land                                 |
| 2016 (43rd)    | Michael Giacchino                         | Doctor Strange                             |
| 2016 (43rd)    | Michael Giacchino                         | Rogue One: O poveste Star Warsy            |
| 2016 (43rd)    | James Newton Howard                       | Animale fantastice și unde le poți găsi    |
| 2016 (43rd)    | Thomas Newman                             | Pasagerii                                  |
| 2016 (43rd)    | John Williams                             | Marele Uriaș Prietenos                     |
| 2017 (44th)    | Michael Giacchino                         | Coco                                       |
| 2017 (44th)    | Carter Burwell                            | Wonderstruck                               |
| 2017 (44th)    | John Debney și Joseph Trapanese           | Omul spectacol                             |
| 2017 (44th)    | Alexandre Desplat                         | Forma apei                                 |
| 2017 (44th)    | Ludwig Göransson                          | Pantera neagră                             |
| 2017 (44th)    | John Williams                             | Războiul stelelor VIII: Ultimii Jedi       |
| 2018/19 (45th) | Marc Shaiman                              | Mary Poppins revine                        |
| 2018/19 (45th) | Danny Elfman                              | Dumbo                                      |
| 2018/19 (45th) | Bear McCreary                             | Godzilla II: Regele Monștrilor             |
| 2018/19 (45th) | Alan Menken                               | Aladdin                                    |
| 2018/19 (45th) | Alan Silvestri                            | Răzbunătorii: Sfârșitul jocului            |
| 2018/19 (45th) | Alan Silvestri                            | Ready Player One: Să înceapă jocul         |

### Anii 2020
| An             | Compozitor                   | Film                                         |
| -------------- | ---------------------------- | -------------------------------------------- |
| 2019/20 (46th) | John Williams                | Războiul stelelor: Ascensiunea lui Skywalker |
| 2019/20 (46th) | Ludwig Göransson             | Tenet                                        |
| 2019/20 (46th) | Nathan Johnson               | La cuțite                                    |
| 2019/20 (46th) | Jaeil Jung                   | Parazit                                      |
| 2019/20 (46th) | Thomas Newman                | 1917: Speranță și moarte                     |
| 2019/20 (46th) | Trent Reznor și Atticus Ross | Mank                                         |

## Multiple nominalizări

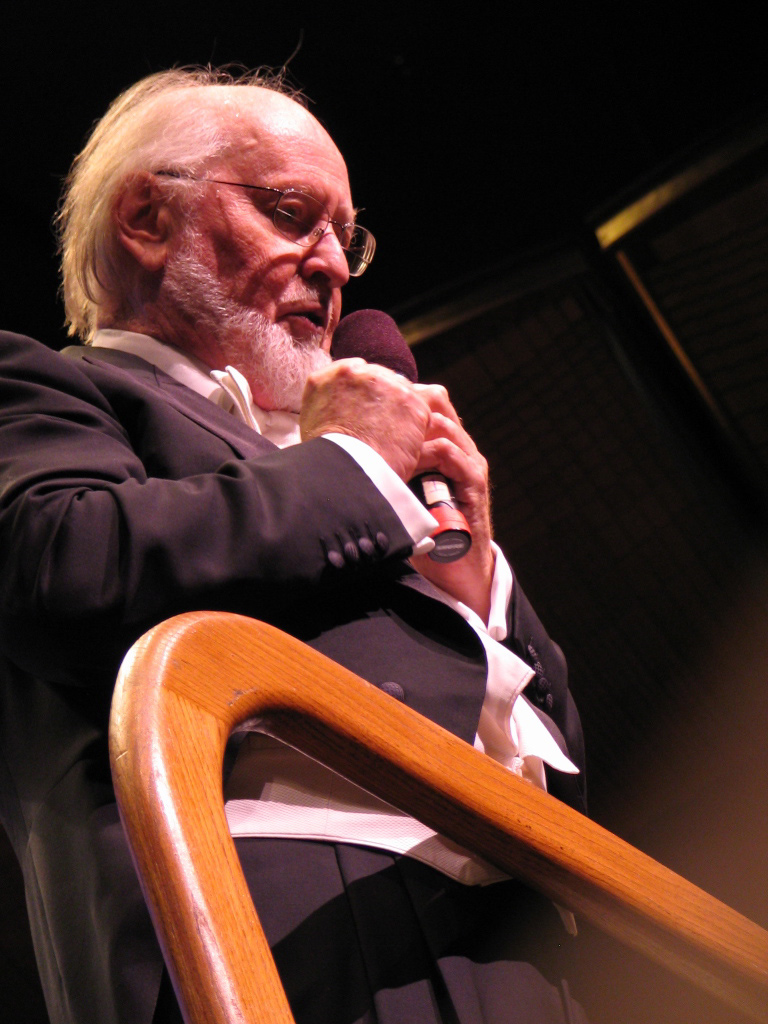
John Williams

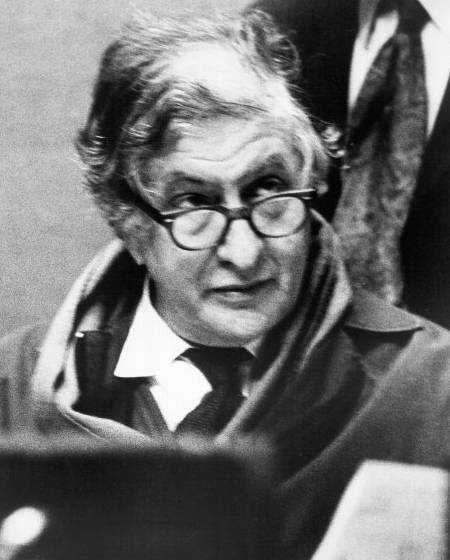
Bernard Herrmann

22 nominalizări
- John Williams

17 nominalizări
- Jerry Goldsmith

15 nominalizări
- Danny Elfman

13 nominalizări
- Alan Silvestri

12 nominalizări
- Howard Shore
- Hans Zimmer

9 nominalizări
- Michael Giacchino
- James Horner

8 nominalizări
- John Powell

6 nominalizări
- Thomas Newman
- Christopher Young

5 nominalizări
- Alan Menken
- John Ottman

4 nominalizări
- John Carpenter
- James Newton Howard

3 nominalizări
- David Arnold
- Alexandre Desplat
- Maurice Jarre
- Marc Shaiman
- Ken Thorne

2 nominalizări
- Angelo Badalamenti
- John Barry
- Bruce Broughton
- Patrick Doyle
- Clint Eastwood
- Ludwig Göransson
- Harry Gregson-Williams
- Reinhold Heil
- Johnny Klimek
- Michael Nyman
- Trevor Rabin
- J. Peter Robinson
- Miklós Rósza
- Brian Tyler

## Câștigători de mai multe ori
8 premii
- John Williams

6 premii
- Danny Elfman

3 premii
- James Horner
- Alan Silvestri
- Hans Zimmer

2 premii
- Michael Giacchino
- Alan Menken
- John Ottman
- Miklós Rózsa
- Howard Shore